# Château d'Arthies
Le château d'Arthies est un édifice situé à Arthies, en France.

## Localisation
Le château d'Arthies est situé sur le territoire de la commune d'Arthies dans le département du Val-d'Oise en région Île-de-France. Il est situé à la sortie du village en direction de Mantes-la-Jolie.

## Description
La partie la plus ancienne du château d'Arthies est une maison forte à trois étages, édifiée vers 1430 par le seigneur local, de la famille de Théméricourt. Une tour pentagonale, puis octogonale se situe à gauche de la façade sur la cour et abrite l'escalier desservant les différents niveaux. Le manoir conserve une série de trois fenêtres à meneaux superposées à droite de la tour.

## Historique
À la fin du XVe siècle, la seigneurie est vendue à la famille de Silly de La Roche-Guyon, qui y installe un capitaine et un intendant. Cette situation dure jusqu'à la fin de l'Ancien Régime. C'est sous les Silly, au XVIe siècle, que sont construits la muraille d'enceinte avec sa porte fortifiée cernée de deux courtes tours et le colombier octogonal. Ils partagent comme caractéristique une façade en damier, faite de pierre de taille et de briques rouges, et due à l'influence de l'architecture normande. Les briques de 4 cm d'épaisseur et de 17 cm de long ont été cuites dans un four découvert en 1898, à 15 m du château. Les murs étaient à l'origine surmontés d'un crénelage caractéristique des constructions militaires du Moyen Âge. Le colombier conserve à l'intérieur ses boulins en brique. Sur la façade, le larmier était destiné à empêcher les rats et belettes d'accéder à la lucarne en bâtière.
Il est le lieu d'un affrontement entre un corps franc et des soldats allemands en août 1944
Il est inscrit monument historique par arrêté du 27 janvier 1948.